# Minnie Dlamini
Pour les articles homonymes, voir Dlamini.
Minenhle Dlamini née le 7 juillet 1990 à Durban, KwaZulu-Natal connue sous le nom de Minnie Dlamini, est une personnalité sud-africaine, actrice et mannequin. En 2010, elle a été sélectionnée comme nouvelle présentatrice pour l’émission de musique live Live Amp de SABC 1 vendredi.

## Jeunesse et éducation
Elle est née de Jabulani et de la reine Dlamini à Durban, dans la province sud-africaine du KwaZulu-Natal. Elle a fait ses premières études à la Northlands Girls' High School (en) avant de se rendre à l’université du Cap où elle a étudié le cinéma, les médias, le théâtre et l’économie.

## Carrière

### Personnalité à l’antenne
Pendant ses études à l’Université du Cap, Dlamini a été présentatrice pour LIVE le 16 juin 2010, après avoir fait sa première apparition à l’écran tout en couvrant les spectacles "Youth Day" et "World Cup celebrations",. Elle a ensuite co-organisé Mzansi Insider, une émission de style de vie de SABC 1. En 2012, elle a démissionné de la série pour poursuivre une carrière d’actrice. En 2013, Minnie est passée à la radiodiffusion sportive en co-organisant Soccerzone avec Thomas Mlambo, jusqu’en 2016, date à laquelle le format de l’émission a été modifié par SABC 1. Elle a depuis organisé plusieurs cérémonies de remise de prix locales et internationales, y compris le 14e Metro FM Music Awards, 2016 Africa Magic Viewers' Choice Awards (en), les PSL Awards et les South African Film and Television Awards,,.

### Actrice
En 2010, Dlamini fait ses débuts en tant qu’actrice dans Generations, un feuilleton télévisé de SABC 1 dans lequel elle fait une apparition en tant que Miranda. Elle a ensuite joué le rôle principal de Zintle Lebone dans le soap The Wild et le rôle de soutien de Nosipho Bogatsu dans Rockville,.

### Modélisation
En septembre 2011, Dlamini a été annoncée comme le nouveau visage du magasin sud-africain LEGit, avec sa propre gamme de mode, la Minnie-Series,.

## Filmographie
| Film  | Film                | Film            | Film                     |
| Année | Film                | Rôle            | Notes                    |
| ----- | ------------------- | --------------- | ------------------------ |
| 2010  | Generations         | Miranda         | participation spéciale   |
| 2011  | The Wild            | Zintle Lebone   | rôle principal           |
| 2013  | Rockville           | Nosipho Bogatsu | rôle de soutien          |
| 2015  | Our Perfect Wedding | elle-même       | Animatrice/présentatrice |
| 2016  | HomeGround          | elle-même       | Présentatrice            |
| 2017  | Becoming Mrs. Jones | elle-même       | réalité                  |

## Vie privée
Le 8 juillet 2017, elle épouse Quinton Jones dans un mariage traditionnel qui a eu lieu à Glenn Hills, Durban Nord ; avant, ils ont fait le mariage blanc le 16 septembre avec des droits de couverture exclusifs vendus à Multichoice (en) pour 6 millions de rands.
Le 13 octobre, à travers Vuzu Amp sur DStv (en), elle a lancé le premier épisode de Minnie Dlamini: Becoming Mrs Jones, une série documentaire en trois parties qui documente son voyage avant et après le mariage,. Le 19 octobre, VuzuTV a annoncé via Twitter que le premier épisode de Minnie Dlamini: Becoming Mrs Jones est devenu l’émission la mieux notée de l’histoire de Vuzu Amp.
Au début de 2022, il a été signalé que Minenhle et Quinton ont demandé le divorce, après quatre ans de mariage, après la rumeur selon laquelle elle avait trompé son mari avec l’homme d’affaires Edwin Sodi.

## Philanthropie
En 2014, Dlamini a fondé la Fondation Minnie Dlamini, une organisation caritative créée dans le but d’aider les jeunes filles sud-africaines à avoir accès à une bonne éducation,. Le 15 juillet 2015, elle a annoncé via Twitter que sa fondation parrainera 29 étudiants avec leurs frais universitaires.